# Frontispici (arquitectura)
El frontispici o frontis o (del llatí frontispicium, frontis front i spicere mirar), en arquitectura, és el conjunt de la façana principal d'un edifici.

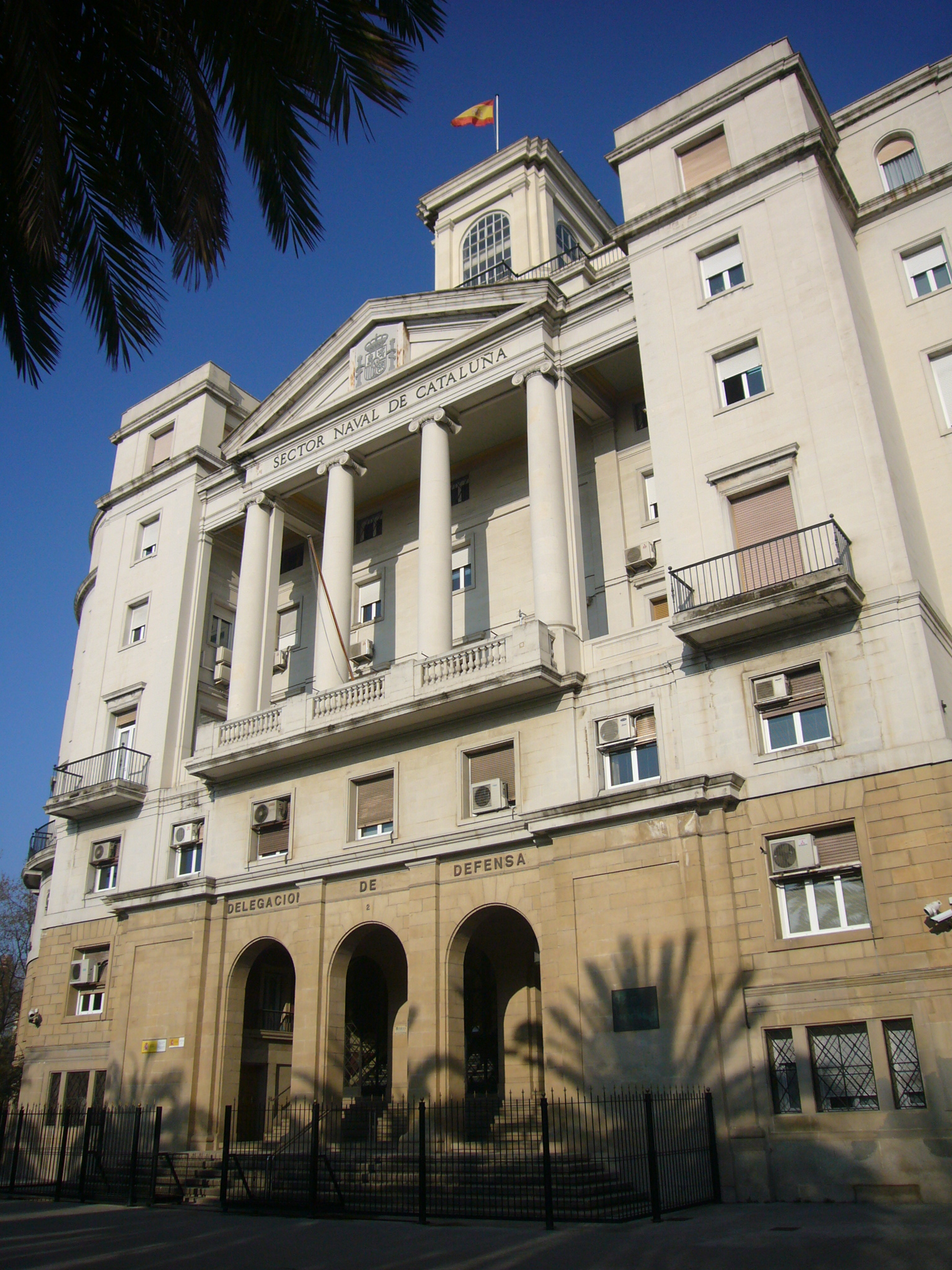
Frontis de Capitania Marítima